# اولریکه هولمر
اولریکه هولمر (آلمانی: Ulrike Holmer؛ زادهٔ ۶ اکتبر ۱۹۶۷) تیرانداز اهل آلمان است.